# Lytle (Texas)
Lytle es una ciudad ubicada en el condado de Atascosa en el estado estadounidense de Texas. En el Censo de 2010 tenía una población de 2.492 habitantes y una densidad poblacional de 237,22 personas por km².

## Geografía
Lytle se encuentra ubicada en las coordenadas 29°14′6″N 98°47′41″O / 29.23500, -98.79472. Según la Oficina del Censo de los Estados Unidos, Lytle tiene una superficie total de 10.5 km², de la cual 10.39 km² corresponden a tierra firme y (1.08%) 0.11 km² es agua.

## Demografía
Según el censo de 2010, había 2.492 personas residiendo en Lytle. La densidad de población era de 237,22 hab./km². De los 2.492 habitantes, Lytle estaba compuesto por el 84.35% blancos, el 0.28% eran afroamericanos, el 1.65% eran amerindios, el 0.16% eran asiáticos, el 0.04% eran isleños del Pacífico, el 11.8% eran de otras razas y el 1.73% pertenecían a dos o más razas. Del total de la población el 65.61% eran hispanos o latinos de cualquier raza.